# Catostylus viridescens
Catostylus viridescens is een schijfkwal uit de familie Catostylidae. De kwal komt uit het geslacht Catostylus. Catostylus viridescens werd in 1896 voor het eerst wetenschappelijk beschreven door Chun. 